# A5502K
A5502K（えーごーごーぜろにーけー）は、京セラが開発したauブランドを展開するKDDI／沖縄セルラー電話向けのCDMA2000 1X対応携帯電話である。

## 概要
A5305Kの後継機種で、現時点の京セラ製端末では最後となる回転式を採用した端末である。

auの2003年秋冬モデルにおける新サービスのEZナビウォークを搭載する携帯電話では初めて、電子コンパスによる案内画面のヘディングアップ機能に対応している（内蔵の地磁気センサにより実現）。

また、カメラ機能に力の入った携帯電話でもあり、その特長の一例を以下に挙げる。
- キーパッド側ケースの背面上端に自動発光のキセノンフラッシュを装備（携帯電話業界では世界初）
- メインカメラの撮像素子として、スミア抑制に有利な構造を持つフレーム・インタライン・トランスファ型CCDセンサ（開発/供給元はシャープ、有効約100万画素）を採用
- 高速連写機能（速度は高/中/低の3段階から選択可能）

本端末が発表された当時（2003年）は、携帯電話に搭載されるカメラの性能や機能が目覚ましい向上を遂げた（メガピクセル化、低圧縮率化、省電力化、モジュール化など）時期であったが、その中にあってもこのA5502Kは、そのカメラ機能のスペック、搭載デバイスから特に注目された。

端末のLCD側ケースを開いて（A5502Kでは「オープン」し）、LCDの表示が入れ替わったのち、センターキーを押してメニューを呼び出すと、9分割された画面の中央に「カメラ」が現れるが、そこにあしらわれているカメラのイラストには、京セラが過去に独カールツァイスとの協業で運営していたコンタックスブランドのカメラを写した実画像が用いられている（ただし機種は不明）。

## 沿革
- 2003年10月6日 - KDDIより発表
- 2004年2月7日 - 発売開始

## 不具合
2004年2月13日に以下の不具合が発表された。
- 電話機本体のメモリーカードへのデータのコピーや移動を行った際、著作権保護されたデータがコピーまたは移動できてしまう。

不具合の修正はauショップやPiPitで行われた。

## その他
「run for money 逃走中」で過去利用されていた。